# 埃佩克斯 (恐龙)
埃佩克斯（英語：Apex）是一具于2022年在美国科罗拉多州莫弗特县发现的剑龙化石标本。该标本可追溯到晚侏罗世，是迄今发现的最大的剑龙化石；它保存了皮肤印记和喉咙小骨以及几乎完整的骨骼。2024年7月17日，埃佩克斯在苏富比以4,460万美元的价格出售给经营对冲基金的亿万富翁肯尼斯·格里芬，这创下了恐龙化石拍卖的最高价。但这次拍卖也引发了古生物学家对于私人购买具有高科学价值的标本的争论。

## 标本概述
埃佩克斯是目前已知最大且最完整的剑龙骨骼化石，约319块骨骼中的254块保存完好。整副骨骼化石高约3.4（11英尺），长约8.2（27英尺）。该标本约有1.5亿年历史，最早可以追溯到晚侏罗世。但是关于该标本所属的具体种类则尚不明确。
根据与目前公开展出的最完整剑龙化石标本——狭脸剑龙（Stegosaurus stenops）“苏菲（Sophie）”的比较，埃佩克斯比它大了约30%。该标本的比例被形容为不同寻常，因为其拥有较长的腿及方形脚板。
除骨骼之外，埃佩克斯喉甲部的三块听小骨也被保存了下来。同时其颈部的皮肤印记也被保存了下来，但由于缺乏其下身的皮肤印记而无法判断埃佩克斯的性别。埃佩克斯的标本发现时呈死亡姿势，尾巴蜷在身体下方。

### 骨学分析
根据对埃佩克斯化石的骨学分析，其骨骼化石属于一只体型巨大且健壮的动物；它有罹患类风湿性关节炎的迹象，例如有骶骨融合的情况，这表示埃佩克斯的年龄较大。化石标本上没有战斗或掠食所造成的伤害痕迹，也没有死后被食腐动物食用的痕迹。根据苏富比科学与流行文化主管卡桑德拉·哈顿（Cassandra Hatton）的说法，埃佩克斯应该是老死而亡。此外还在埃佩克斯骨盆区域的骨骼中发现了气泡，据了解这是由于交配时发生感染而致。

## 发现过程
2022年5月，商业古生物学家杰森·库珀（Jason Cooper）在美国科罗拉多州靠近丹尼索尔镇的莫弗特县的一块私人土地上发现了埃佩克斯。当时这副化石标本被包裹在坚硬的砂岩中。在埃佩克斯的附近并未发现其他化石，尽管该地区是莫里逊组的一部分。标本的挖掘工作一直持续到2023年10月。
根据位于纽约市的化石拍卖经纪机构苏富比的宣称，他们自埃佩克斯被发现以来便与杰森·库珀合作而将化石推向市场，同时他们还纪录整个过程。根据苏富比的说法，埃佩克斯（意为“最高”）这个名字强调了这副标本在剑龙研究中的地位，因为其非常完整。

## 拍卖事件

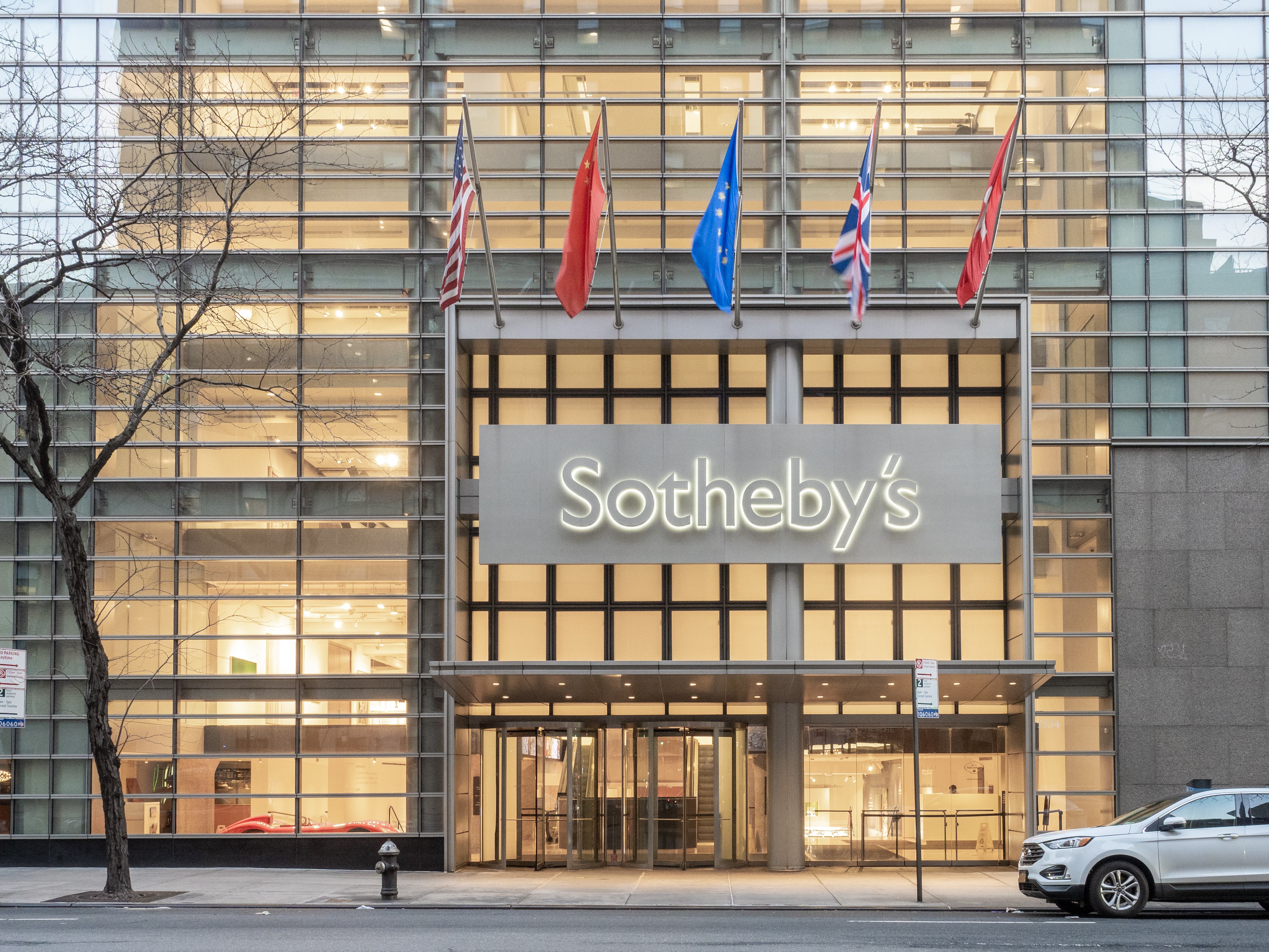
负责拍卖埃佩克斯的纽约苏富比

2024年7月17日，埃佩克斯在美国纽约的苏富比进行拍卖，当时对这副恐龙化石标本的预售估价为400万到600万美元之间。总共有7位竞拍者参与了拍卖，而埃佩克斯的起拍价为300万美元。15分钟后，该标本以4,460万美元的价格卖给了一位匿名买家，是其预售最低估价的11倍。苏富比表示，这是拍卖史上最有价值的化石，也是第一副被拍卖的剑龙化石。
拍卖师，埃佩克斯被固定在定制的钢制支架上并呈现攻击姿势。缺失的骨骼则采用雕刻或3D打印的复制品替代，这其中包括现有素材的镜像复制品。
7月18日，埃佩克斯的买家被透露为亿万富翁肯尼斯·格里芬，他是对冲基金城堡投资的创始人兼首席执行官。格里芬打算将该标本租借给一家美国机构，并在拍卖后声称“埃佩克斯诞生于美国，并将留在美国！”

### 事后争议
埃佩克斯向私人竞拍者拍卖的公告引发了古生物学家们的担忧，古脊椎动物学会的副主席斯图尔特·苏米达（Stuart Sumida）批评了大型古生物化石标本被私人而非研究机构购买的趋势。2024年5月，古生物学家史蒂芬·布鲁萨特评论道，剑龙化石比三角龙或暴龙等其他恐龙化石更为稀有，因此他认为该副化石标本应该在博物馆展出；这样既可以用于科学研究目的也可以用于教育目的，而不是被私人收藏。他进一步表示希望买家将标本捐赠给博物馆供公众展示。布鲁萨特与阿德莱德大学的教授迭戈·加西亚-贝利多（Diego C. García-Bellido）都认为科学机构无法在拍卖会上跟上私人买家的步伐，加西亚-贝利多教授更表示600万美元的预售估价已经超出了大多数博物馆的承受范围。他还补充说，许多博物馆可能没有展示骨骼标本所需的基础设施。生物学家卡里·伍德拉夫（Cary Woodruff）则认为，考虑到标本的科学价值，拍卖行给出的价格范围是武断的。
同时有关化石标本的展览也受到了批评。苏米达批评道，重建和安装标本需要基于艺术进行选择，这会降低其科学和教育价值。而在《芝加哥论坛报》的评论文章里，古生物学家内森·史密斯（Nathan D. Smith）则建议将埃佩克斯的化石标本作为莫里逊组背景展览的核心展示品而不是单独展览，同时还建议将其与菲尔德自然史博物馆所保存的霸王龙化石标本“苏”进行对比展览。
由于苏富比将埃佩克斯描述为“未确定”的剑龙品种，加西亚-贝利多教授认为它的身份要么被拍卖行保密，要么标本尚未得到研究人员的充分研究。
发现者杰森·库珀和苏富比科学部门主管卡桑德拉·哈顿都表示，他们希望标本能被一家科学机构收购。2024年5月，库珀表示埃佩克斯的未来主人将能够获得发现地点的背景信息。而哈顿表示，尽管人们普遍担心，但她从未见过化石被私人收藏，买家通常会将它们捐赠给博物馆。